# Kirk Herbstreit
 (décembre 2023).
La mise en forme du texte ne suit pas les recommandations de Wikipédia : il faut le « wikifier ».
Les points d'amélioration suivants sont les cas les plus fréquents. Le détail des points à revoir est peut-être précisé sur la page de discussion.
- Les titres sont pré-formatés par le logiciel. Ils ne sont ni en capitales, ni en gras.
- Le texte ne doit pas être écrit en capitales (les noms de famille non plus), ni en gras, ni en italique, ni en « petit »…
- Le gras n'est utilisé que pour surligner le titre de l'article dans l'introduction, une seule fois.
- L'italique est rarement utilisé : mots en langue étrangère, titres d'œuvres, noms de bateaux, etc.
- Les citations ne sont pas en italique mais en corps de texte normal. Elles sont entourées par des guillemets français : « et ».
- Les listes à puces sont à éviter, des paragraphes rédigés étant largement préférés. Les tableaux sont à réserver à la présentation de données structurées (résultats, etc.).
- Les appels de note de bas de page (petits chiffres en exposant, introduits par l'outil «  Source ») sont à placer entre la fin de phrase et le point final[comme ça].
- Les liens internes (vers d'autres articles de Wikipédia) sont à choisir avec parcimonie. Créez des liens vers des articles approfondissant le sujet. Les termes génériques sans rapport avec le sujet sont à éviter, ainsi que les répétitions de liens vers un même terme.
- Les liens externes sont à placer uniquement dans une section « Liens externes », à la fin de l'article. Ces liens sont à choisir avec parcimonie suivant les règles définies. Si un lien sert de source à l'article, son insertion dans le texte est à faire par les notes de bas de page.
- La présentation des références doit suivre les conventions bibliographiques. Il est recommandé d'utiliser les modèles {{Ouvrage}}, {{Chapitre}}, {{Article}}, {{Lien web}} et/ou {{Bibliographie}}. Le mode d'édition visuel peut mettre en forme automatiquement les références.
- Insérer une infobox (cadre d'informations à droite) n'est pas obligatoire pour parachever la mise en page.

Pour une aide détaillée, merci de consulter Aide:Wikification.
Si vous pensez que ces points ont été résolus, vous pouvez retirer ce bandeau et améliorer la mise en forme d'un autre article.
Kirk Edward Herbstreit (/ˈhɜːrbstriːt/), né le 19 août 1969, est un commentateur sportif américain et un ancien joueur de football universitaire. Il est analyste pour le College GameDay, un programme de télévision de l’ESPN ((Entertainment Sport Programming Network Incorporated) couvrant le football universitaire. Il est également expert commentateur pour les matchs de football universitaire de l’ESPN et d’ABC, ainsi que les matchs de la NFL du jeudi soir sur Prime Video. Pour son travail à la télévision, Kirk Herbstreit a remporté cinq Sports Emmy Awards dans diverses catégories. Chaque année, il faisait une apparition en tant que commentateur dans le jeu vidéo NCAA Football, développé par EA Sports, jusqu’à ce que la série soit interrompue après la sortie de NCAA Football 14.
De 1989 à 1993, Kirk Herbstreit était quarterback pour les Ohio State Buckeyes. Il a disputé plusieurs matchs à ses débuts avant de devenir capitaine d’équipe lorsqu’il est devenu joueur confirmé.

## Carrière de footballeur et activités ultérieures dans l'Ohio
Kirk Herbstreit est diplômé de la Centerville High School à Centerville, dans la banlieue de Dayton, dans l’Ohio. Une fois devenu joueur confirmé, il est devenu quarterback pour les Elks et a été nommé joueur de l’année pour l’État de l’Ohio. C’était également un excellent joueur de basket et de baseball.
Kirk Herbstreit a été le premier joueur à s’engager auprès des Ohio State Buckeyes après que John Cooper devient l’entraîneur en chef de l’équipe en 1988. Entre 1989 et 1993, Kirk Herbstreit était un letterman et quarterback pour l’Université d’État de l’Ohio. Kirk Herbstreit a succédé à Greg Frey et Kent Graham en sa qualité de co-capitaine d’équipe aux côtés du défenseur de deuxième ligne Steve Tovar, en 1992. Cette même année, il a été élu meilleur joueur de l’équipe. Lors de cette saison, les passes qu’il a réussies ont totalisé une distance de 1 741 mètres et quatre d’entre elles ont dépassé le seuil des 180 mètres. Il s’est finalement incliné devant les Georgia Bulldogs lors du Florida Citrus Bowl en 1993. Il a également établi le record de l’Ohio du nombre de passes réussies (28) lors du match contre leurs rivaux, les Wolverines du Michigan, en 1992. À cette occasion, il réussit une passe à 247 mètres dans un match se concluant sur un score de 13-13. Il a fallu attendre 2006 pour que ce record soit dépassé par le gagnant du trophée Heisman, Troy Smith. Kirk Herbstreit a été diplômé de l’Université d’État de l’Ohio en gestion d’entreprise en 1993.
Jim Herbstreit, son père, a été co-capitaine des Ohio State Buckeyes en 1960, aux côtés du bloqueur offensif Jim Tyrer, avant de devenir entraîneur adjoint sous la direction de Woody Hayes. En 1992, Jim et Kirk Herbstreit sont devenus les deuxièmes à avoir été capitaines de l’équipe de père en fils. Ils ont été précédés par James et Jeff Davidson en 1989 et suivis par Pepper et Dionte Johnson en 2007.
Kirk Herbstreit est également connu pour avoir porté plainte contre l’IRS pour avoir changé sa politique de déduction fiscale pour les personnes faisant don de leur habitation aux pompiers à des fins de formation.
Kirk Herbstreit participe activement à de nombreuses œuvres caritatives, notamment la Buckeye Cruise for Cancer et la Make A Wish Foundation Ultimate Sports Auction.

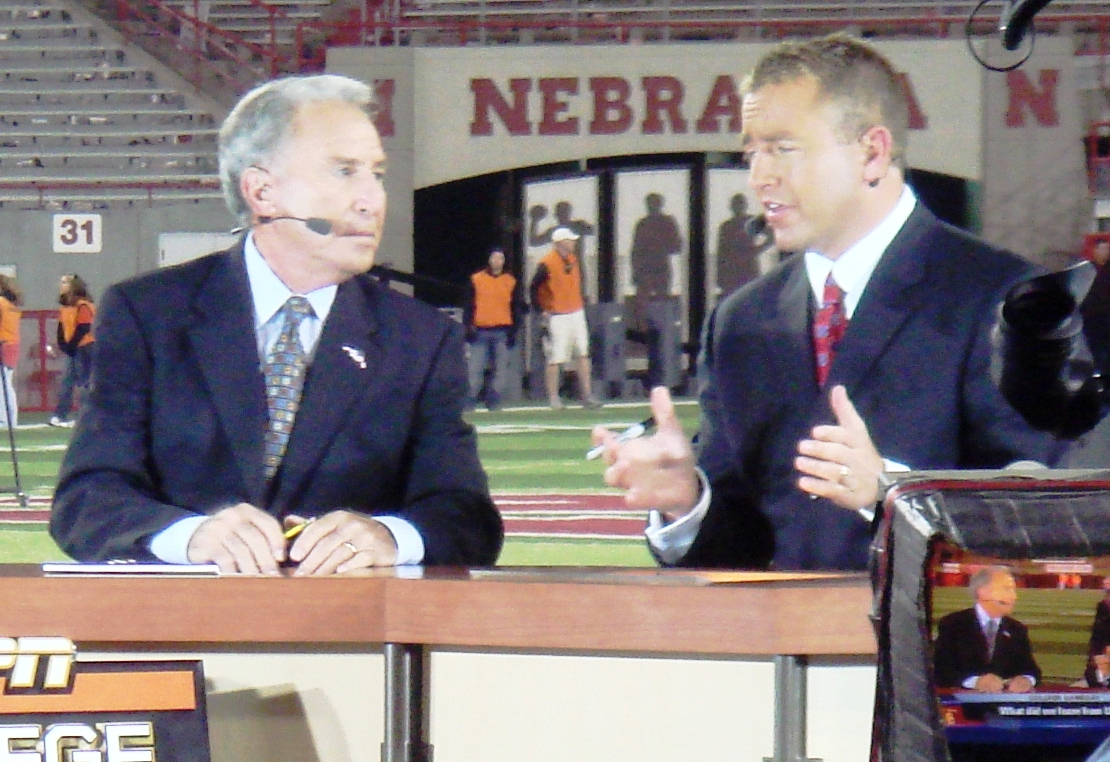
Lee Corso et Kirk Herbstreit apportent une mise à jour sur le football universitaire dans College Gameday, sur la chaîne de l'ESPN.

Il a donné son nom au Kirk Herbstreit National Kickoff Classic dans la ville de Columbus, dans l’Ohio et à Arlington, au Texas. Selon le site web de cet événement, Les Kickoff Classic “oppose des équipes de lycées de l’Ohio et du Texas aux plus grandes équipes d'entraînement au football de tout le pays” lors du week-end de la fête du travail. Les matchs se tiennent généralement au Ohio Stadium ou au AT&T Stadium, au Texas.  

## Carrière de commentateur
Herbstreit a rejoint l’ESPN en 1996 et a depuis occupé le poste d'analyste en chef du College GameDay avec les animateurs Rece Davis, Desmond Howard, Pat McAfee et Lee Corso. Il a été analyste des matchs du samedi pour l’émission de l’ABC Saturday Night Football aux côtés de Chris Fowler, ancien animateur du College Gameday et collaborateur de longue date.
Kirk Herbstreit a été nommé pour un Sports Emmy Award en 1997 en tant que “Meilleure personnalité du sport - Présentateur en studio” et a tenu une chronique hebdomadaire dénommée Inside The Game With Kirk Herbstreit, pour le Sporting News.
Il a souvent collaboré avec le site ESPN.com et l'ESPN The Magazine. En outre, il a travaillé en tant qu’expert commentateur pour les matchs universitaires du jeudi pour l’émission ESPN College Football.
En juillet 2007, Kirk Herbstreit a participé à la série Who's Now aux côtés de Keyshawn Johnson et Michael Wilbon.
Il apporte également sa contribution à 97.1 The Fan, une station de radio affiliée à l’ESPN Radio dans la ville de Colombus, dans l’Ohio.
En 2018, il a été annoncé que Kirk Herbstreit remplacerait Jon Gruden pour couvrir la toute première nuit de draft de la NFL, car ce dernier avait fait son retour en tant qu’entraîneur auprès des Raiders de Las Vegas, autrefois connus sous le nom des “Raiders d’Oakland”.
En 2020, Kirk Herbstreit a commenté le premier des deux matchs de la semaine de lancement de l’émission Monday Night Football aux côtés de Chris Fowler. Une semaine plus tard, à l’occasion du cinquantième anniversaire de l’émission, Kirk Herbstreit et Rece Davis ont assuré les commentaires du Megacast sur la chaîne ESPN2 lors de la rencontre entre les Raiders de Las Vega et les Saints de la Nouvelle-Orléans, le tout premier match de la NFL disputé à Las Vegas. Kirk Herbstreit et Chris Fowler ont à nouveau assuré les commentaires du premier des deux matchs du Monday Night Football, cette fois-ci lors de la dernière semaine de la saison 2021.
Le 23 mars 2023, Kirk Herbstreit est devenu le nouvel expert commentateur pour Thursday Night Football sur la chaîne Prime Video, aux côtés d’Al Michaels, commentateur “action-par-action” (de l’anglais play-by-play) pour la NFL. Le même jour, Kirk Herbstreit a accepté de prolonger son contrat avec l’ESPN pour lui permettre de continuer à commenter le GameDay et le draft de la NFL tout en assurant ses nouvelles responsabilités avec la NFL pour Amazon.

## Vie privée
Kirk Herbstreit a rencontré sa femme, Alison, dans l’Ohio, où elle était pom-pom girl. Ils se sont mariés en 1998 et ont eu quatre fils. Les Herbstreit ont déménagé de l'Ohio à Nashville en 2011, mais partagent maintenant leur temps entre cette ville et Cincinnati, où leur plus jeune fils, Chase, est quarterback au sein du lycée St Xavier,,. Ses jumeaux, Jake et Tye, étaient athlètes à la Montgomery Bell Academy. Aujourd’hui, Tye est un joueur auxiliaire à l’université de Clemson. Quant à Jake, il a fait de même avant d’être transféré dans l’Ohio afin de se concentrer sur ses études. Kirk Herbstreit a un autre fils, Zak, qui a rejoint l'équipe de football de l'État de l'Ohio en 2021, en tant que joueur auxiliaire et receveur rapproché.
Kirk Herbstreit est chrétien. Lorsqu’il a été interrogé sur le rôle que joue sa religion dans sa vie, il a répondu : “C’est tout pour moi. Chaque jour, j’essaie d’avancer dans cette voie.”
Kirk Herbstreit est un fin gourmet, il adore les Jeff Ruby’s Steakhouses. Il aime également jouer aux jeux vidéo EA Sports, pêcher et faire de la musculation. C’est un fan de courses de chevaux et il suit également plusieurs équipes sportives de l’Ohio comme les Bengals de Cincinnati, les Blue Jackets de Columbus et les Reds de Cincinnati. Herbstreit a joué un rôle important dans How We Lookin' ?, un documentaire sur la vie et la carrière de Marty Brennaman, commentateur de longue date pour les Reds. Il aime également passer du temps avec ses golden retrievers, en particulier Ben, qui, à partir d’octobre 2023, l’a rejoint lors de ses voyages dans les États-Unis pour honorer ses devoirs de commentateur sportif[réf. nécessaire].

## Récompenses et honneurs
- Cinq fois lauréat du Sports Emmy Award[19]: Meilleure personnalité du sport - Présentateur en studio, à trois reprises (2010, 2011 et 2019). Meilleure personnalité du sport - Analyste en direct, à deux reprises (2018 et 2020)